# Kōka, Shiga
Kōka (japanska: 甲賀市?, Kōka-shi) är en stad i Shiga prefektur i Japan. Staden bildades 2004  genom sammanslagning av kommunen Kōka och fyra grannkommuner. 

## Järnvägsstationer
Kōka ligger vid järnvägslinjen Kusatsu Line (JR Nishi Nihon).

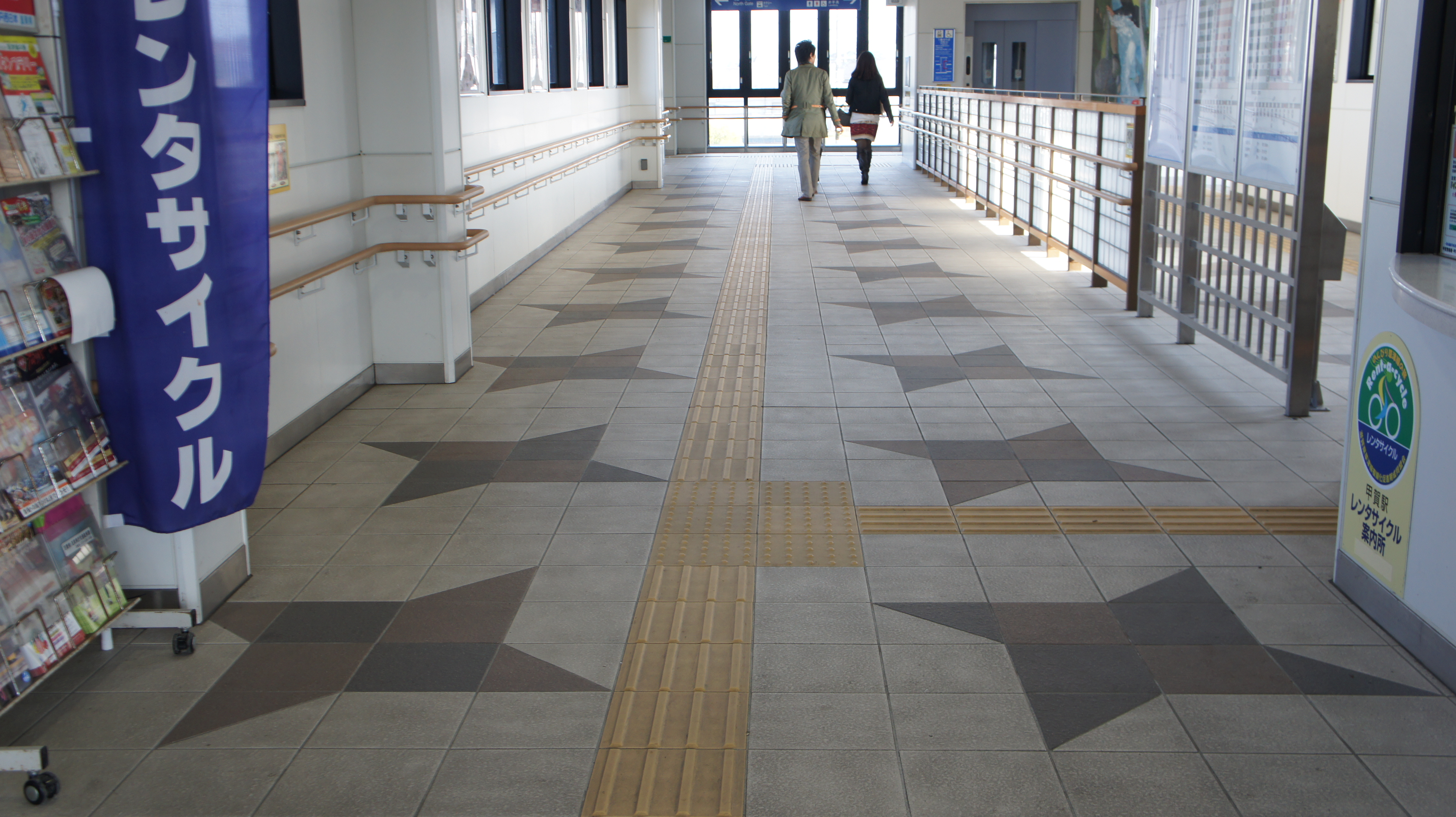
Shuriken-tema på en av järnvägsstationerna i Kōka, 2011

## Vänorter
Kōka har vänortsrelationer med tre städer i USA samt med Icheon i Sydkorea. Sedan dessa vänskapsförbindelser upprättades har Kōka fortsatt att stärka banden genom regelbundna goodwilluppdrag och utbyten med dessa städer. 

### Vänorter i USA
- Traverse City, Michigan (USA)
- DeWitt, Michigan (USA)
- Marshall, Michigan (USA)
- Icheon, Sydkorea[2]